# Spanische Hockeynationalmannschaft der Damen

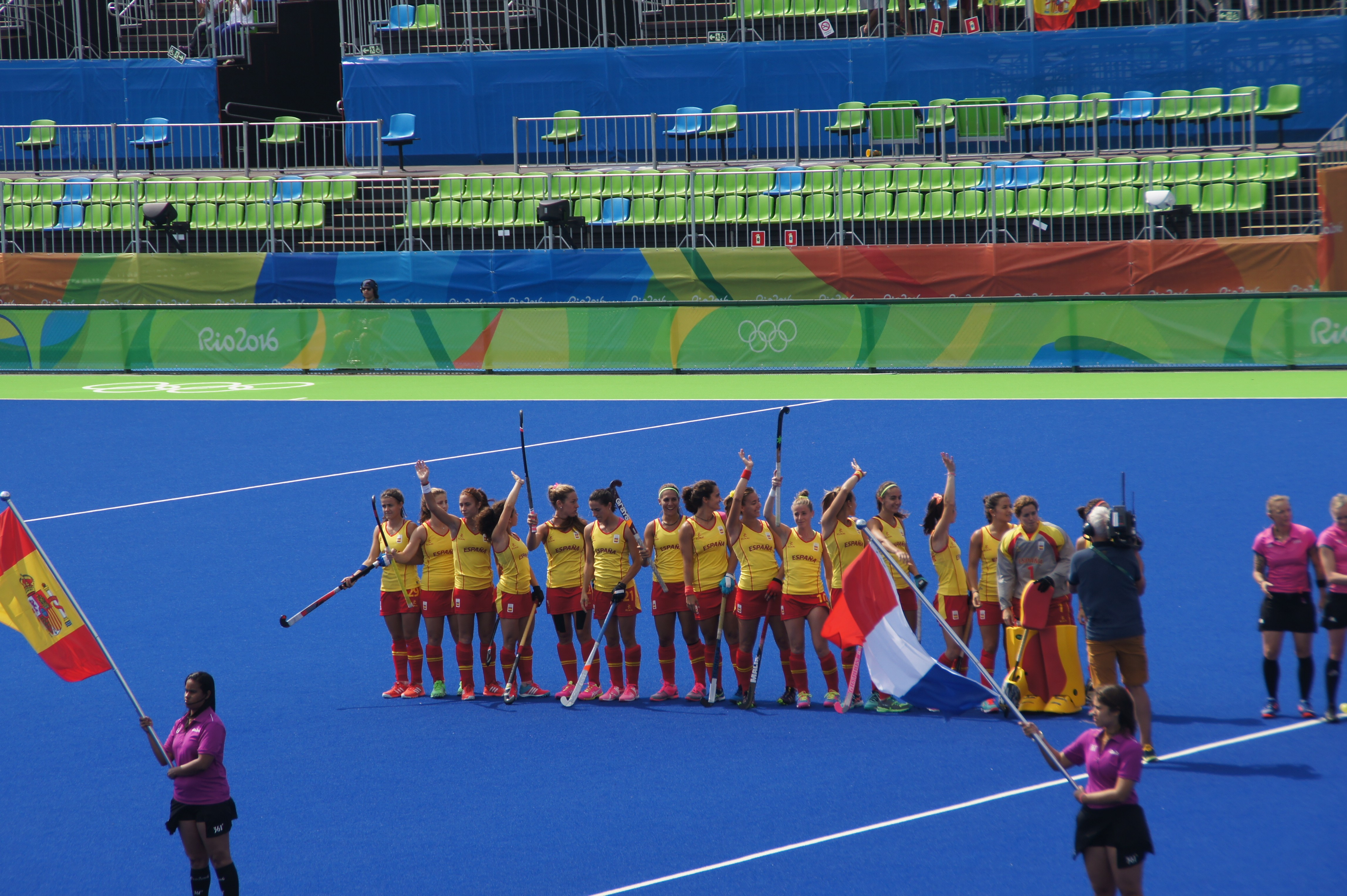
Spaniens Mannschaft bei den Olympischen Spielen 2016

Die spanische Hockeynationalmannschaft der Damen vertritt Spanien bei internationalen Wettbewerben. Aktueller Trainer ist Pablo Usoz. Er schrieb Geschichte, als er die Spanierinnen bei der Heim-Olympiade 1992 zur Goldmedaille führte. Es war zugleich die erste Teilnahme der Mannschaft an Olympischen Sommerspielen.
Aktuell rangiert Spanien auf Platz 14 der Welt- und Platz 4 der Europarangliste.

## Olympische Spiele
- 1992 – Gold
- 1996 – Platz 8
- 2000 – Platz 4
- 2004 – Platz 10
- 2008 – Platz 7
- 2012 – nicht qualifiziert
- 2016 – Viertelfinale
- 2020 – Viertelfinale
- 2024 – Viertelfinale

## Weltmeisterschaften
- 1974 – Platz 6
- 1976 – Platz 5
- 1978 – Platz 8
- 1981 – Platz 10
- 1983 – nicht teilgenommen
- 1986 – Platz 11
- 1990 – Platz 5
- 1994 – Platz 8
- 1998 – nicht teilgenommen
- 2002 – Platz 8
- 2006 – Platz 4
- 2010 – Platz 12
- 2014 – nicht qualifiziert
- 2018 – Bronze
- 2022 – Platz 7

## Europameisterschaften
- 1984 – Platz 7
- 1987 – Platz 5
- 1991 – Platz 6
- 1995 – Silber
- 1999 – Platz 4
- 2003 – Silber
- 2005 – Platz 4
- 2007 – Platz 4
- 2009 – Platz 4
- 2011 – Platz 4
- 2013 – Platz 5
- 2015 – Platz 4
- 2017 – Platz 5
- 2019 – Bronze
- 2021 – Platz 4
- 2023 – Platz 6
- 2025 – Bronze

## Champions Trophy
- 1987 bis 1989 – nicht teilgenommen
- 1991 – Platz 4
- 1993 – Platz 5
- 1995 – Platz 5
- 1997 bis 2000 – nicht teilgenommen
- 2001 – Platz 6
- 2002 bis 2006 – nicht teilgenommen
- 2007 – Platz 6
- 2008 bis 2010 – nicht teilgenommen

## Champions Challenge
- 2002 – nicht teilgenommen
- 2003 – Silber
- 2005 – Platz 6